# Nastassja Kinski

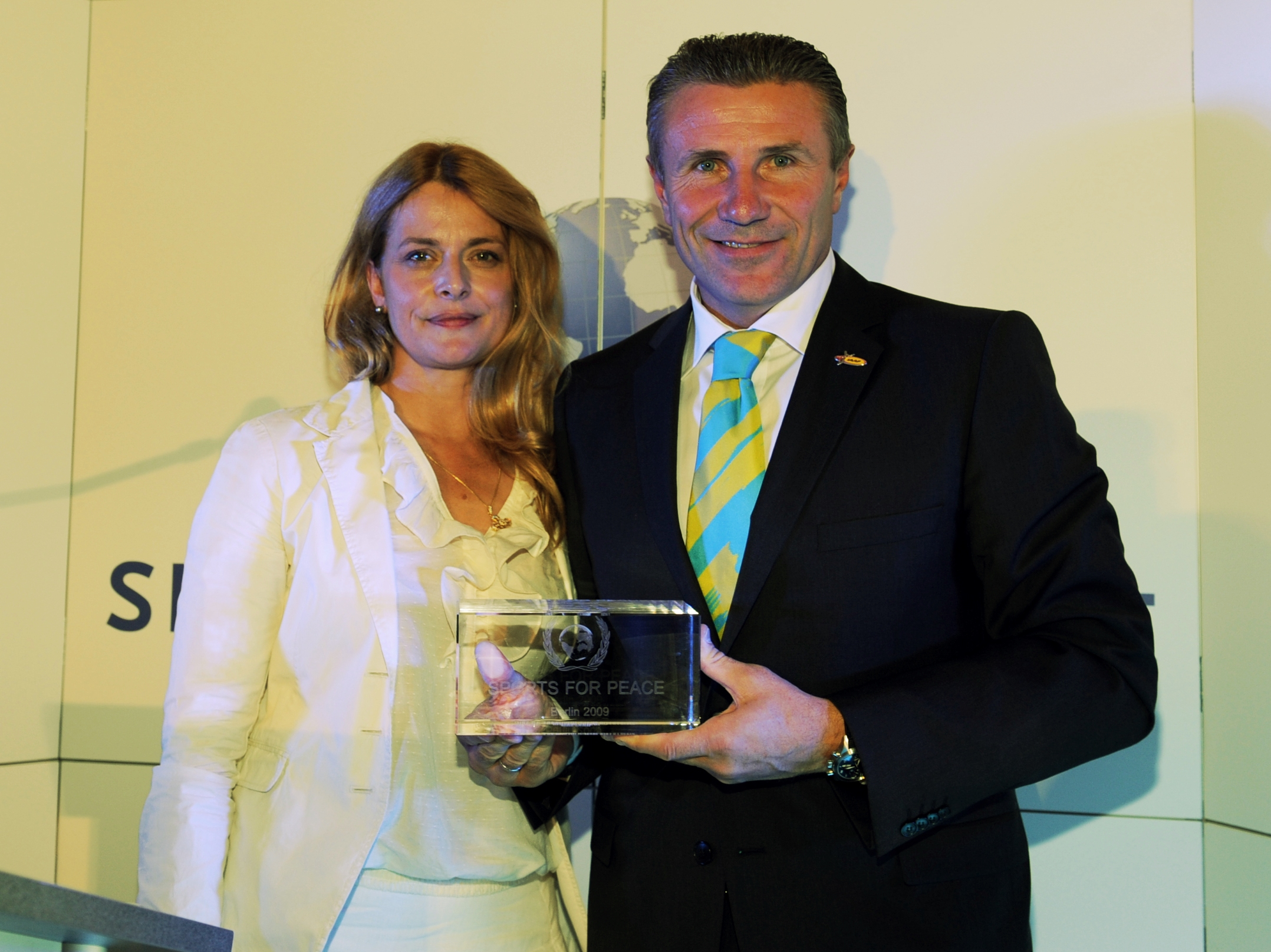
Nastassja Kinski a Sergej Bubka 2009

Nastassja Kinski (* 24. leden 1961) je německá herečka, která hrála ve více než 60 mezinárodních filmech.

## Životopis

### Osobní život
Nastassja Kinski se narodila německému herci Klausi Kinskému a jeho ženě Ruth Brigitte Tocki. Rodiče se v roce 1968 rozvedli, takže od svých deseti let vídávala Nastassja svého otce jen zřídka. S matkou trpěly nedostatkem finančních prostředků.
V osmdesátých letech potkala Kinski egyptského filmaře Ibrahima Moussu a v roce 1984 si ho vzala. Společně mají syna Aljoshu a dceru Sonju. V roce 1992 bylo manželství anulováno. Kinski začala žít s muzikantem Quincy Jonesem, s nímž má další dceru Kenyu.
Kinski mluví plynně německy, anglicky, francouzsky, italsky a rusky. Je vegetariánkou a trpí lehkou narkolepsií.[zdroj?]

### Kariéra
Nastassja Kinski začala pracovat v Německu jako modelka. Ve 13 letech získala roli v německém filmu Chybný pohyb Wima Wenderse. Její další role byla v britském hororu To the Devil a Daughter. Kinski v těchto filmech proslula nahými scénami. V té době ale ještě nedosáhla zletilosti, americké úřady tak uváděly, že se narodila již v roce 1959, ačkoli v německých záznamech je uveden rok 1961.
Kinski pak hrála v erotickém filmu Cosi' come sei s Marcellem Mastroiannim. V 15 letech začal její vztah s režisérem Romanem Polanským, který je o 28 let starší. Ten ji přiměl studovat herectví v New Yorku u Lee Strasberga a obsadil ji do svého filmu Tess, za který Nastassja Kinski získala Zlatý glóbus.
V roce 1982 se objevila ve filmu Francise Forda Coppoly One from the Heart. Pak se objevila v několika komerčních i kritických propadácích. Úspěch u kritiky naopak získala filmem Paříž, Texas, za který získala cenu v Cannes. V devadesátých letech se objevila např. ve filmech Nebezpečné pády s Charlie Sheenem nebo Láska na jednu noc. V roce 2001 navštívila Českou republiku, když byl na MFF v Karlových Varech uveden film Americká rapsodie.
Na jednom ze svých filmů spolupracovala s českým hercem Václavem Knopem.